# Stare Glinki
Stare Glinki (prononciation : [ˈstarɛ ˈɡliŋki]) est un village polonais de la gmina de Sypniewo dans le powiat de Maków de la voïvodie de Mazovie dans le centre-est de la Pologne.
Le village possède approximativement une population de 63 habitants en 2021

## Histoire
De 1975 à 1998, le village appartenait administrativement à la voïvodie d'Ostrołęka.